# Wentiomyces tatjanae
Wentiomyces tatjanae är en lavart som beskrevs av S.Y. Kondr. 1996. Wentiomyces tatjanae ingår i släktet Wentiomyces och familjen Pseudoperisporiaceae.   Inga underarter finns listade i Catalogue of Life.